# L'Aigle
L'Aigle — метеорит-хондрит масою 37000 грам.
Після дослідження метеоритного дощу на околицях міста Егль на півночі Франції, Французька академія наук визнала можливість падіння каміння «з неба». Обставини і місце падіння метеориту вивчав французький фізик і геолог Жан Батіст Біо.